# Marijke Groenewoud
Marijke Groenewoud (Hallum, 28 januari 1999) is een Nederlands langebaanschaatsster, marathonschaatsster en inline-skater. Op de wereldkampioenschappen schaatsen afstanden 2021 werd ze wereldkampioene massastart. Het jaar daarna won Groenewoud Olympisch brons op de ploegenachtervolging.

## Carrière
Groenewoud is uitgekomen op de schaatsmarathon en op het NK 2019 aan de massastart, waar ze tweede werd.
Op 17 december 2017 schaatste ze in Leeuwarden twee nationale junioren-records, op de 500 meter en 1500 meter.
Later dat seizoen kreeg ze de ziekte van Pfeiffer, waardoor ze het zomerseizoen bij het skeeleren niet volop kon meedraaien.
In het seizoen 2019/2020 komt Groenewoud op de langebaan uit voor Team easyJet en in het marathonschaatsen voor Team ZiuZ. Het marathonschaatsseizoen begon zij met een overwinning. In november won zij met de marathonschaatsvierdaagse, de Trachitol Trophy, de eerste hoofdprijs van het seizoen door na twee eerdere overwinningen in de finale als derde te eindigen.
Op de wereldkampioenschappen schaatsen afstanden 2021 werd ze wereldkampioene massastart. Schouten werd derde in de sprint en won daarmee brons. Het seizoen daarop werd ze tijdens het NK-afstanden zesde op de 1500 meter in 1.54,67. Doordat Jutta Leerdam zich afmeldde, kon zij haar plaats innemen voor de eerste wereldbekerwedstrijden.
In 2022 nam Groenewoud deel aan de Olympische Winterspelen 2022 in Peking. Op de 1500m eindigde ze als 5e en op de ploegenachtervolging behaalde ze brons met Ireen Wüst, Antoinette de Jong en Irene Schouten. Ook op de massastart kwam ze samen met Schouten uit voor Nederland. Hoewel ze in de halve finale ten val kwam, wist ze zich voor de finale te plaatsen. Ook in de finale kwam ze ten val, waardoor ze voor Schouten niet meer de sprint aan kon trekken, maar toch wist Schouten zonder Groenewoud de gouden medaille te pakken.
Op 9 januari 2024 won Groenewoud bij de vrouwen de eerste Nederlandse marathonschaatswedstrijd van het schaatsseizoen op natuurijs. Een dag later op 10 januari wist Groenewoud ook de tweede Nederlandse marathonschaatswedstrijd in Noordlaren te winnen.
Op het Wereldkampioenschap afstanden 2024 wist Groenewoud samen Irene Schouten en Joy Beune de ploegenachtervolging te winnen. Individueel weet Groenewoud een bronzen plak op de massastart te winnen. Bij haar debuut op de Wereldkampioenschappen allround in Inzell won Groenewoud zilver, achter Joy Beune en voor Antoinette Rijpma-de Jong.
Het schaatsseizoen 2024/25 weet Groenewoud goed te starten door bij de eerste schaatsmarathon van het seizoen de 52e Jaap Eden Trofee 2024 te winnen. De daaropvolgende drie schaatsmarathons weet Groenewoud ook te winnen. Tijdens de eerste editie van De Vier van Noord-Holland 2024 werden alle vier de schaatsmarathons gewonnen en zo eindigt Groenewoud eerste in het klassement en vijfde in het sprintklassement.

## Persoonlijke records[12]
| Afstand    | Tijd    | Datum            | Baan           |
| ---------- | ------- | ---------------- | -------------- |
| 500 meter  | 38,57   | 27 december 2020 | Heerenveen     |
| 1000 meter | 1.13,73 | 22 december 2023 | Heerenveen     |
| 1500 meter | 1.53,17 | 27 januari 2024  | Salt Lake City |
| 3000 meter | 3.55,84 | 15 februari 2025 | Heerenveen     |
| 5000 meter | 6.50,77 | 29 oktober 2023  | Heerenveen     |

(laatst bijgewerkt: 15 februari 2025)

## Resultaten
| Jaar | NK Afstanden                                     | NK Allround           | NK Sprint               | EK Afstanden                               | EK Allround | WK Allround    | WK Afstanden                                                | Wereldbeker                                              | Olympische Spelen                         |
| ---- | ------------------------------------------------ | --------------------- | ----------------------- | ------------------------------------------ | ----------- | -------------- | ----------------------------------------------------------- | -------------------------------------------------------- | ----------------------------------------- |
| 2019 | 19e 1500m · massastart                           |                       |                         |                                            |             |                |                                                             |                                                          |                                           |
| 2020 | 8e 1000m · massastart                            |                       |                         |                                            |             |                |                                                             |                                                          |                                           |
| 2021 | 11e 500m 5e 1000m 5e 1500m                       | NC10 · (, 9e, 13e, -) | 13e (13e, 16e, 12e, 8e) |                                            |             |                | massastart                                                  | 9e massastart                                            |                                           |
| 2022 | 15e 1000m · 6e 1500m · Massastart                |                       |                         | 4e 1500m · massastart                      |             |                |                                                             | 29e 1500m · 4e massastart · achtervolging                | 5e 1500m · 11e massastart · achtervolging |
| 2023 | 1500m · 4e 3000m · 5000m · massastart            | · (, )                |                         |                                            | · (, )      |                | 5e 1500m · massastart · DQ achtervolging                    | 7e 1500m · 9e 3000m/5000m · massastart · achtervolging   |                                           |
| 2024 | 9e 1000m · 1500m · 3000m · 4e 5000m · massastart |                       |                         | 1500m · 3000m · massastart · achtervolging |             | · (6e, , 5e, ) | 8e 1500m · 4e 3000m · massastart · achtervolging            | 4e 1500m 6e 3000m/5000m 10e massastart 10e achtervolging |                                           |
| 2025 | 1500m · 3000m · 5000m · massastart               | 4e · (5e, 5e, 7e, )   |                         |                                            |             |                | 6e 1500m · 9e 3000m · 6e 5000m · massastart · achtervolging | 4e 1500m · 7e 3000m/5000m · massastart · achtervolging   |                                           |

(#, #, #, #) = afstandspositie op sprinttoernooi (500m, 1000m, 500m, 1000m) of op allroundtoernooi (500m, 3000m, 1500m, 5000m).
NC10 = niet gekwalificeerd voor de laatste afstand, maar wel als 10e geklasseerd in de eindrangschikking

### Medaillespiegel
| Kampioenschap                | Goud · | Zilver · | Brons · |
| ---------------------------- | ------ | -------- | ------- |
| NK Afstanden                 | 3      | 8        | 2       |
| NK allround klassement       | 0      | 1        | 0       |
| NK allround afstanden        | 1      | 3        | 1       |
| EK Allround                  | 0      | 0        | 1       |
| EK allround afstanden        | 0      | 3        | 1       |
| EK afstanden                 | 3      | 2        | 0       |
| Wereldbeker 1500 m           | 1      | 1        | 3       |
| Wereldbeker 3000 meter       | 0      | 2        | 1       |
| Wereldbeker 5000 meter       | 0      | 1        | 0       |
| Wereldbeker massastart       | 4      | 4        | 3       |
| Wereldbeker achtervolging    | 1      | 1        | 0       |
| Wereldbeker afstanden totaal | 6      | 9        | 7       |
| Wereldbeker klassement       | 0      | 1        | 2       |
| WK allround klassement       | 0      | 1        | 0       |
| WK allround afstanden        | 0      | 1        | 1       |
| WK afstanden                 | 5      | 0        | 1       |
| Olympische Spelen            | 0      | 0        | 1       |

Bijgewerkt tot 16-12-2024

## Marathon

### Uitslagen per seizoen
2022
- Marathon Cup 2 Enschede
- Marathon Cup 3 Heerenveen

2023
- KPN Marathon Cup 1 Amsterdam
- KPN Marathon Cup 2 Heerenveen
- KPN Marathon Cup 3 Alkmaar
- KPN Marathon Cup 14 Alkmaar
- KPN Marathon Cup finale Groningen

2023-2024
- Daikin Marathon Cup 1 Groningen
- 12e Daikin Marathon Cup 2 Utrecht
- Daikin Marathon Cup 3 Heerenveen
- Daikin Marathon Cup 4 Den Haag
- Daikin Marathon Cup 8 Breda
- De Staatsloterij Schaatsmarathon Amsterdam
- 5e Daikin Marathon Cup 9 Groningen
- 30e Daikin NK Marathon Cup Leeuwarden
- Eerste Nederlandse marathon op natuurijs 2024 Winterswijk
- Tweede schaatsmarathon op natuurijs 2024 Noordlaren
- Marathon Cup 11 Heerenveen

2024/2025
- Marathon Cup 1; 52e Jaap Eden Trofee 2024
- Marathon Cup 2: Ruiter Dakkapellen Marathon
- Marathon Cup 3; Uithof Bokaal 2024
- Marathon Cup 4 2024
- De Vier van Noord-Holland 1 2024
- De Vier van Noord-Holland 2 2024
- De Vier van Noord-Holland 3 2024
- De Vier van Noord-Holland 4 2024

Eindklassementen
| Seizoen   | Competitie                | Klassement          | Klassering |
| --------- | ------------------------- | ------------------- | ---------- |
| 2017/2018 | KPN Marathon Cup          | Algemeen klassement | 41         |
| 2017/2018 | KPN Marathon Cup          | Jongeren klassement | 14         |
| 2018/2019 | KPN Marathon Cup          | Algemeen klassement | 19         |
| 2018/2019 | KPN Marathon Cup          | Jongeren klassement | 4          |
| 2019/2020 | KPN Marathon Cup          | Algemeen klassement | 5          |
| 2019/2020 | KPN Marathon Cup          | Jongeren klassement | Goud       |
| 2021/2022 | Marathon Cup              | Algemeen klassement | 28         |
| 2021/2022 | Marathon Cup              | Jongeren klassement | 10         |
| 2022/2023 | Marathon Cup              | Algemeen Klassement | 10         |
| 2023/2024 | Marathon Cup              | Algemeen Klassement | 5          |
| 2024/2025 | Marathon Cup              | Algemeen Klassement |            |
| 2024/2025 | De Vier van Noord-Holland | Algemeen Klassement | Goud       |
| 2024/2025 | De Vier van Noord-Holland | Sprintklassement    | 5          |

Team Albert Heijn Zaanlander
Jorrit Bergsma · Tjerk de Boer · Merel Conijn · Elisa Dul · Daan Gelling · Marijke Groenewoud · Jordy Harink · Sjoerd den Hertog · Kevin van der Horst · Bente Kerkhoff · Irene Schouten · Wisse Slendebroek · Jordan Stolz · Maaike Verweij ·  Melissa Wijfje
Coach: Jillert Anema · Arjan Samplonius